# Морманн, Герман
Германюс Кристиан (Герман) Морманн (нидерл. Hermanus Christiaan "Herman" Mohrmann; 14 марта 1909, Амстердам — 2 августа 1987, Гронинген) — нидерландский футболист, игравший на позиции левого крайнего нападающего, выступал за команды «Аякс», «Велоситас» и ГРК.

## Спортивная карьера

### «Аякс»
В возрасте 15 лет вступил в футбольный клуб «Аякс» в качестве кандидата. На тот момент он проживал с родителями в южной части Амстердама по адресу Эрсте Ян ван дер Хейденстрат 77. В сезоне 1926/27 выступал за юниорскую команду на позиции левого крайнего нападающего. В этой команде также выступали Герард Дон и Геррит Кейзер. В дальнейшем играл за шестую, пятую, третью и вторую команду «Аякса».
Единственную игру в основном составе провёл 30 сентября 1928 года в чемпионате Нидерландов против клуба «Гермес ДВС», заменив в стартовом составе Хенка Твелкера на левом фланге атаки. Гостевая встреча завершилась поражением его команды со счётом 4:3.
В сезоне 1929/30 стал чемпионом в составе второй резервной команды «Аякса».

### «Велоситас»
В апреле 1930 года, вскоре после переезда в Гронинген, запросил перевод в местный клуб «Велоситас». В августе получил разрешение сменить команду. В составе клуба дебютировал 19 октября 1930 года в матче чемпионата против «Алсидеса», выйдя на поле с первых минут. В первой игре сезона «Вело» одержал победу на выезде со счётом 2:3. Первый гол забил 26 октября в ворота «Леувардена», а в следующем туре оформил хет-трик в победном матче с «Фрисландом». В дебютном сезоне принял участие в 24 матчах и забил 7 голов в чемпионате. В 16-м туре «Вело» одержал победу над «Вендамом» и досрочно стал победителем северного дивизиона, но в турнире чемпионов «бело-зелёные» выступили неудачно, заняв последнее пятое место.

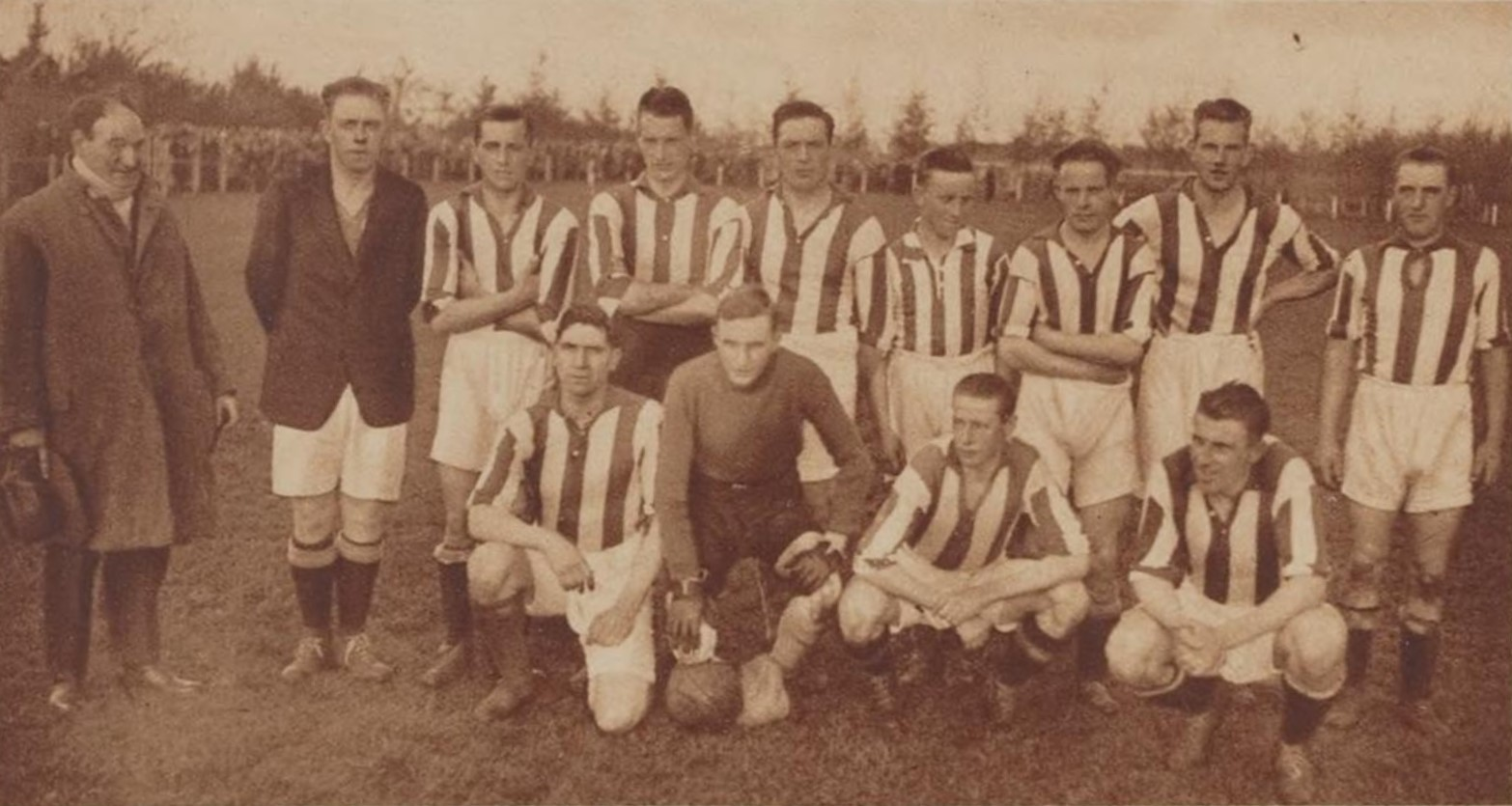
Игроки «Велоситаса» в октябре 1930 года — Морманн второй справа в верхнем ряду

Во втором сезоне играл постоянно и лишь в трёх играх чемпионата его заменял Ян Хёйзелинг. Свой первый гол в чемпионате забил 27 сентября 1931 года в матче с «Леуварденом». Всего в сезоне забил 3 гола в 15 матчах чемпионата. Его команда заняла второе место в северном дивизионе, уступив первое место «Вендаму». В розыгрыше кубка страны «Вело» завершил выступление на стадии шестого раунда. В начале сезона 1932/33 уступил место на левом фланге Питу Мюлдеру, но в феврале 1933 года вернулся в основной состав. В том сезоне забил лишь один гол в 15 матчах чемпионата, а «Вело» занял пятое место в чемпионском турнире.
В августе 1933 года появилась информация, что Морманна может заменить Деллебарре, ранее выступавший за «Ксерксес». 10 сентября Герман вышел в стартовом составе в проигранном матче с «’т Гой», который проходил в рамках предсезонного турнира в Харлеме, но уже в первом туре чемпионата вместо него играл Деллебарре. В 15-м туре впервые в сезоне появился на поле в матче чемпионата и забил гол в ворота ГВАВ. Он сыграл ещё в четырёх матчах турнира чемпионов, по итогам которого «Вело» вновь занял последнее пятое место. В том сезоне Герман помог своей команде дойти до финала Кубка Нидерландов, он отличился по голу в ворота «Драхтена» и ОДС. Финальная встреча против «Фейеноорда» состоялась 23 июня 1934 года в Утрехте на стадионе местного клуба УВВ — Морманн попал в стартовый состав, но уже на 15-й минуте его заменил Пит Мюлдер. За десять минут до окончания матча роттердамский клуб вёл со счётом 0:2, но футболисты «Велоситаса» смогли переломить ход встречи и одержать победу — 3:2.
Сезон 1934/35 начинал как игрок основного состава, но после шестого тура чемпионата его заменил Хёйзелинг младший. Издание Sportkroniek отмечало, что Морманну не хватало контроля над мячом и скорости действий. В своём последнем сезоне провёл 6 матчей и забил 2 гола.

### ГРК
В ноябре 1935 года подал запрос на переход в клуб второго класса ГРК. В начале марта 1936 года получил разрешение сменить команду. В чемпионате второго класса дебютировал 21 марта в заключительном матче 14-тура против клуба «Нордстер» и забил мяч в конце встречи. ГРК одержал волевую победу со счётом 4:6 и поднялся на шестое место в турнирной таблице. В апреле принял участие в товарищеском матче против сборной команды «Нордволде-Олифия» и отметился забитым голом.

## Личная жизнь
Герман родился в марте 1909 года в Амстердаме. Отец — Германюс Морманн, был родом из Амстердама, мать — Гесина Янссен, родилась в Гронингене. Родители поженились в феврале 1901 года в Амстердаме — отец на момент женитьбы работал кузнецом. В их семье была ещё дочь Гесина, родившаяся в 1901 году в Хенгело.
В конце 1938 года вновь был призван в армию, служил в 3-й инженерном полку. Был в Халфвеге, где освещал небо специальными лампами.
Женился в возрасте тридцати лет — его супругой стала 27-летняя Гритье де Врис, уроженка Олдекерка. Их брак был зарегистрирован 14 декабря 1939 года. В ноябре 1943 года в Гронингене родился сын Герман, который тоже стал футболистом. Морманн младший играл за «Би Квик», а позже вошёл в правление клуба и в течение десяти лет был его президентом.
Умер 2 августа 1987 года в Гронингене в возрасте 78 лет. Церемония кремации состоялась 6 августа в крематории Гронингена.

## Достижения
«Велоситас»
- Обладатель Кубка Нидерландов: 1933/34

## Статистика по сезонам
| Клуб             | Сезон            | Чемпионат Нидерландов | Чемпионат Нидерландов | Кубок Нидерландов | Кубок Нидерландов | Итого | Итого |
| Клуб             | Сезон            | Игры                  | Голы                  | Игры              | Голы              | Игры  | Голы  |
| ---------------- | ---------------- | --------------------- | --------------------- | ----------------- | ----------------- | ----- | ----- |
| Аякс             | 1928/29          | 1                     | 0                     |                   |                   | 1     | 0     |
| Аякс             | Итого            | 1                     | 0                     |                   |                   | 1     | 0     |
| Велоситас        | 1930/31          | 24                    | 7                     |                   |                   | 24    | 7     |
| Велоситас        | 1931/32          | 15                    | 3                     | 3                 | 0                 | 18    | 3     |
| Велоситас        | 1932/33          | 17                    | 1                     |                   |                   | 17    | 1     |
| Велоситас        | 1933/34          | 5                     | 1                     | 4                 | 2                 | 9     | 3     |
| Велоситас        | 1934/35          | 6                     | 2                     | 0                 | 0                 | 6     | 2     |
| Велоситас        | Итого            | 67                    | 14                    | 7                 | 2                 | 74    | 16    |
| Всего за карьеру | Всего за карьеру | 68                    | 14                    | 7                 | 2                 | 75    | 16    |